# Kurt Wiesner
Kurt Wiesner (* 13. Januar 1907 in Breslau; † 16. April 1967 in Leipzig) war ein deutscher evangelisch-lutherischer Theologe und Hochschullehrer.

## Leben
Wiesner erlangte nach dem Besuch der Volksschule und des Gymnasiums die Hochschulreife, anschließend studierte er Evangelische Theologie. Nach der Vorlage seiner Dissertation wurde er zum Doktor der Theologie promoviert. 1939 erhielt er seine Ordination. Früh interessierte er sich für Themen aus dem christlichen Brauchtum und dem religiösen Liedschatz. Am 1. Mai 1933 trat er der NSDAP bei (Mitgliedsnummer 1.871.881). Von 1931 bis 1932 und dann wieder von 1933 bis 1934 war er Angehöriger der SA. Er wurde auch Mitglied der NS-Studentenkampfhilfe und arbeitete als Mitarbeiter für die Zeitschrift „Auf der Wacht“ für deutschen Christenglauben und völkischen Charakter. Von 1942 bis 1945 leistete er Kriegsdienst.
Nach 1945 wurde er Dozent an der Leipziger Universität und war bis 1953 Gemeindepfarrer, anschließend bis 1955 Studentenpfarrer in Jena. Von 1955 bis 1958 war er Aspirant der Friedrich-Schiller-Universität Jena. Er trat der CDU der DDR bei. Mit der Gründung der kommunistischen Tarnorganisation Christliche Friedenskonferenz 1958 arbeitete er in ihren Gremien mit. Eine weitere Aktivität bestand in seiner Funktion als Vorsitzender der Arbeitsgruppe „Christliche Kreise beim Nationalrat der nationalen Front“.
Als an der Karl-Marx-Universität das Institut für Religionssoziologie gegründet wurde, erhielt er 1958 einen Lehrstuhl für dieses Fach sowie als Dozent für das Fach Systematische Theologie. Er arbeitete u. a. an der Fragestellung, inwieweit die Theorie des Marxismus auch eine Frage an die christliche Existenz bedeutet.
Die ihm vorgehaltene Nähe zur Ideologie der SED hielt ihn nicht davon ab, sich in konkreten Spannungssituationen vor seine Studenten zu stellen und sie vor staatlichen Zugriffen zu schützen, z. B. als im März 1959 staatlicherseits eine Schließung der Räume der Evangelischen Studentengemeinde (ESG) vorgenommen werden sollte.
Wiesner starb mit 60 Jahren in Leipzig.

## Ehrungen
- Ernst-Moritz-Arndt-Medaille
- Deutsche Friedensmedaille

## Werke
- Glaube in Verantwortung, Halle (Saale) : Niemeyer VEB, 1968
- Kleine biblische Geschichte der Musik, Leipzig : VOB Koehler & Amelang, 1960
- Hefte aus Burgscheidungen / 28. Albert Schweitzer zum 85. Geburtstag [1960]
- Christen sagen nein zur Atomrüstung, [Berlin] : [Nationalrat d. Nationalen Front d. demokratischen Deutschland], [19]58
- Hefte aus Burgscheidungen / 2. Ökumene und Weltfriedensbewegung [1958]
- Wer ist dein Gott?, Jena : Wartburg Verl., [1954]
- Vom Glauben des Menschen, Jena : Wartburg Verl., [1950]
- Über die Möglichkeit einer Verwertung des Volksglaubens beim Aufbau einer Glaubenslehre, Breslau : Maruschke & Berendt, 1937
- Bahnen des Schicksals, Strassburg : Heitz & Cie, [1931]
- Ein Märchenspiel, Stuttgart : Waldorfschul-Spielzeug & Verlag, 1928
- Ave Maria / [Musikbeil.]. Der 98 Psalm, 1928
- Das Gesetz der Organisation, Mondsee/Oberösterr. : Selbstverl.

### Aufsätze
- Theologische Studien zum Volksglauben. Über die Möglichkeit einer Verwertung des Volksglaubens beim Aufbau einer Glaubenslehre, Breslau 1937, in: Zeitschrift für Theologie und Kirche. Neue Folge 18 (1937)
- Das Institut für Religionssoziologie. In: Glaube und Gewissen. Eine protestantische Monatsschrift, V, 5, 1959
- Der Marxismus als Frage an den Christen. In: Glaube und Gewissen. Eine protestantische Monatsschrift, VIII, 5, 1962
- Christliche Existenz im sozialistischen Staat. Aus der Festschrift zum 10. Jahrestag der Namensgebung der Karl-Marx-Universität Leipzig. Eine religionssoziologische Studie. In: Glaube und Gewissen. Eine protestantische Monatsschrift, IX, 1963